# Musée Burke d'histoire naturelle et de culture
Pour les articles homonymes, voir Burke.
Le musée Burke d'histoire naturelle et de culture (en anglais, Burke Museum of Natural History and Culture) est un musée d'État de Washington depuis 1899. Il est situé sur le campus de l'université de Washington à Seattle.
C'est le seul musée d'histoire naturelle d'importance dans le Nord-Ouest américain et le plus vieux musée d'État. Sa collection comprend plus de 12 millions d'objets et de spécimens dont des totems, des gemmes et des fossiles de dinosaures.
C'est au musée Burke qu'ont été conservés les ossements de l'homme préhistorique de Kennewick, découvert en 1996, durant le temps de la controverse scientifique et juridique concernant l'origine de cet homme.
En octobre 2019, le musée Burke intégrera un nouveau bâtiment construit à proximité de celui d'origine.